# Asbjørn Aarnes
Asbjørn Aarnes (Tingvoll, 20 dicembre 1923 – Oslo, 8 gennaio 2013) è stato uno storico norvegese.

## Biografia

### Vita privata
Nel 1950 si sposò con Berit Alten, figlia del giudice Edvin Alten e di Ragna Aass. Berit era la sorella più giovane dell'attrice Rønnaug Alten.

### Carriera
Aarnes nacque a Vågbø nel comune di Tingvoll, facente parte della contea di Møre og Romsdal in Norvegia. Negli anni 1952-53 studiò presso l'École normale supérieure a Parigi. Nel 1957, ottenne il dottorato di ricerca all'Università di Oslo.
Nel 1961 pubblicò un'antologia con Emil Boyson, "Norsk poesi fra Henrik Wergeland til Nordahl Grieg. En antologi ved Emil Boyson og Asbjørn Aarnes"
Nel 1964, fu nominato professore presso l'Università di Oslo ed insegnò letteratura europea fino al 1993, era anche uno dei fondatori del dipartimento di letteratura dal 1966 al 1970. Pubblico delle opere sulla letteratura francese e sui poeti norvegesi. Fu co-editore della serie di libri Idé og tanke, in collaborazione con Egil A. Wyller, ed editore principale della collana di libri Thorleif Dahls Kulturbibliotek dal 1978 al 2001. Nel 1963 fu ammesso all'Accademia norvegese di letteratura e lingua, rimase fino al 1982. Nel 2005 scrisse una colonna editoriale per il giornale Dag og Tid.

## Riconoscimenti
Fu insignito da diverse decorazioni onorarie francesi, tra cui l'Ordre national du Mérite nel 1970, la Légion d'Honneur nel 1979 e l'Ordre des Palmes Académiques nel 1984.
Nel 1990 Aarnes e lo scultore Nils Aas sono stati i primi a ricevere il premio culturale di Anders Jahre (Anders Jahres kulturpris).